# Pico Quioveo

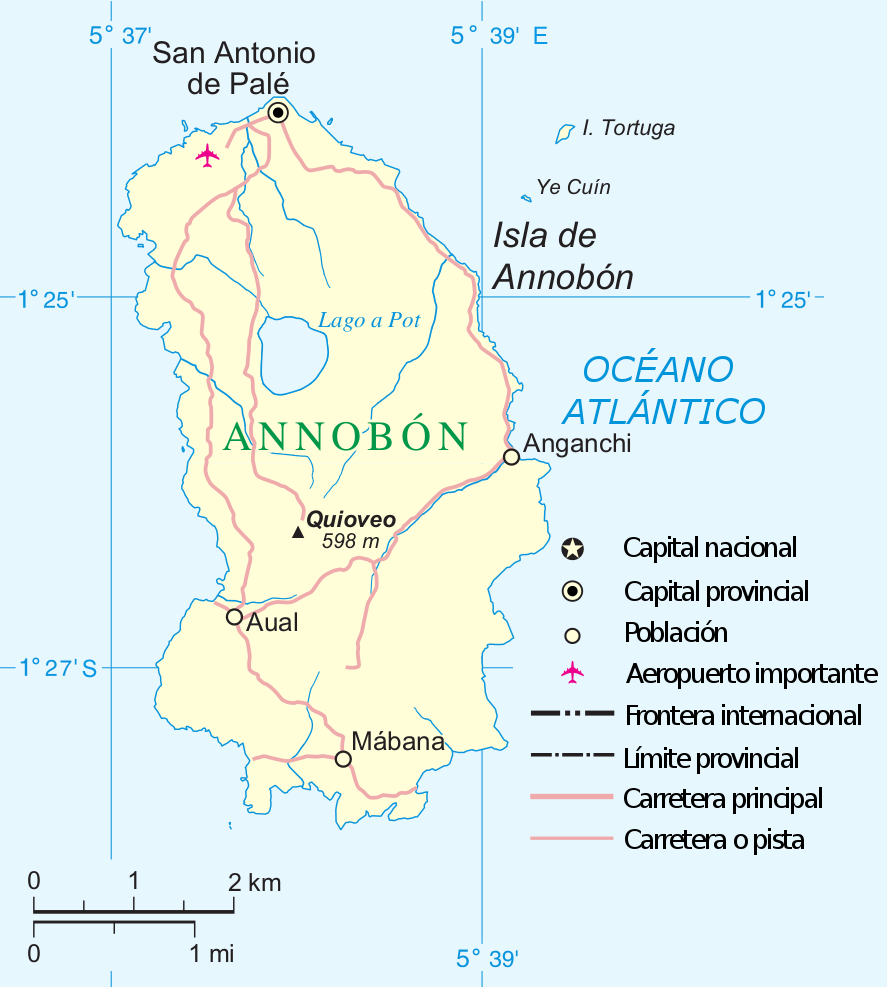
Mapa de la isla de Annobón, donde se ve al Pico Quioveo en su parte central

El Pico Quioveo (también llamado Monte Quioveo, o Volcán Quioveo o simplemente Quioveo) es un pico volcánico extinto en el centro de la isla de Annobón, en la parte insular y más al sur del país africano de Guinea Ecuatorial. Se eleva a una altitud de 598 metros. Es la sexta montaña más alta del territorio ecuatoguineano, se encuentra en las coordenadas geográficas 01°26′13″S 05°37′59″E / -1.43694, 5.63306.